# 1714 en arts plastiques
| Années des arts plastiques : 1711 - 1712 - 1713 - 1714 - 1715 - 1716 - 1717    |
| Décennies des arts plastiques : 1680 - 1690 - 1700 - 1710 - 1720 - 1730 - 1740 |

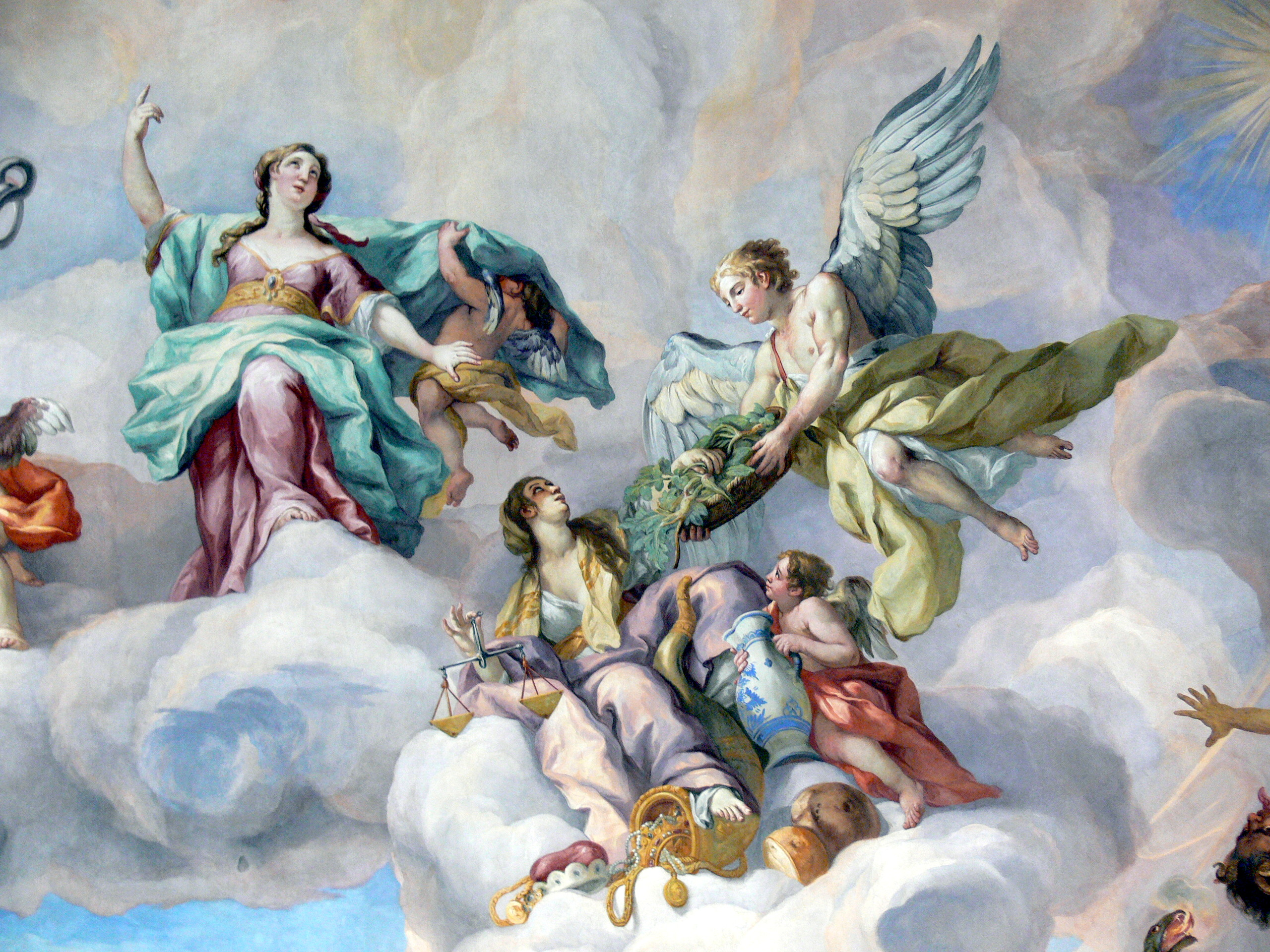
Fresque de Johann Michael Rottmayr à l'Église Saint-Charles-Borromée.

Cette page concerne l'année 1714 en arts plastiques.

## Œuvres
- Nature morte au paon, par Alexandre-François Desportes

## Naissances
- 6 mars : Jean-Baptiste Marie Pierre, peintre, graveur, dessinateur et administrateur français  († 15 mai 1789),
- 1er août : Richard Wilson, peintre gallois († 15 mai 1782),
- 14 août : Claude Joseph Vernet, peintre, dessinateur et graveur français († 3 décembre 1789),
- 24 août : Michel-Barthélemy Ollivier, graveur, peintre d’histoire et de genre français († 15 juin 1784),
- 28 août : Jean-Baptiste Descamps, peintre et historien de l'art français († 30 juin 1791),
- 23 novembre : Pierre Fréret, sculpteur et peintre français († 1782),
- 26 novembre :Pierre-François Brice, peintre français († 13 mai 1794),
- 13 décembre : Gregorio Guglielmi, peintre italien de la période rococo († 2 février 1773),
- ? :
  - Enrico Albricci, peintre baroque (voire rococo) italien († 1775),
  - Jurian Cootwyck, graveur néerlandais († ?).

## Décès
- 17 juillet : Albert Meyeringh, peintre néerlandais (° 24 septembre 1645),
- 20 août : Cristóbal de Villalpando, peintre mexicain (° vers 1649),
- 25 octobre : Sébastien Leclerc, graveur français (° 26 septembre 1637),
- 2 novembre : Giuseppe Passeri, peintre baroque italien (° 11 mars 1654),
- ? :
  - Nicolo Cassana, peintre baroque italien (° 1659),
  - Filippo Maria Galletti, religieux catholique et peintre baroque italien (° 1636),
  - Giovanni Moneri, peintre baroque italien (° 19 mai 1637).